# Ulica Barbary w Katowicach
Ulica Barbary w Katowicach (do 1922 i w latach 1939−1945 Wrangelstraße, popularnie nazywana także ulicą Świętej Barbary) − jedna z ulic w katowickim Śródmieściu. Rozpoczyna swój bieg od skrzyżowania z ulicą Mikołowską, ulicą Józefa Poniatowskiego i ulicą Strzelecką. Następnie krzyżuje się z ulicami Kazimierza Dłuskiego, Stanisława Fliegera, Skalną i Józefa Szmausa. Kończy swój bieg za skrzyżowaniem z ulicą Aleksandra Hercena (rejon autostrady A4, nad którą prowadzi kładka dla pieszych).

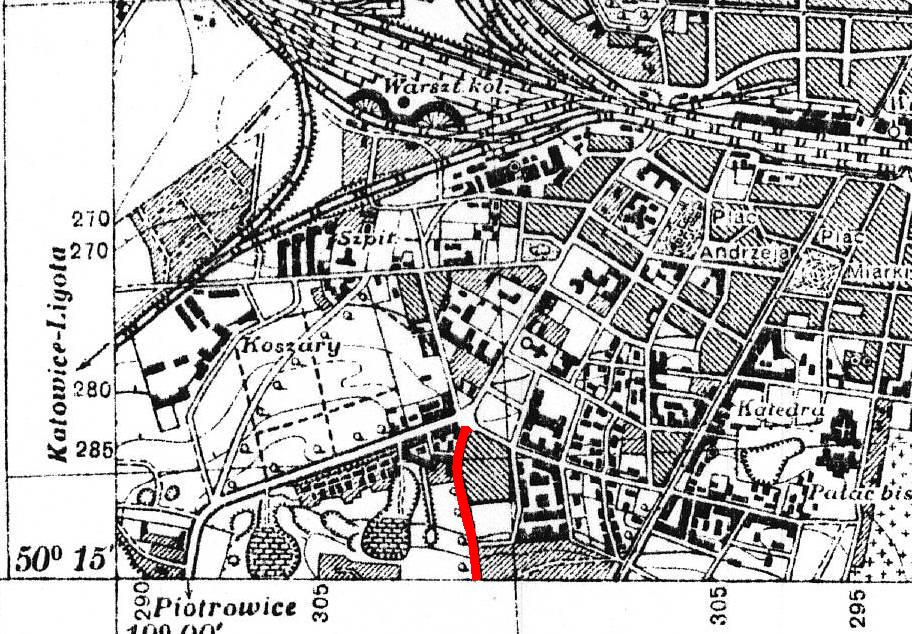
Ulica, zaznaczona czerwoną linią, na mapie z 1933

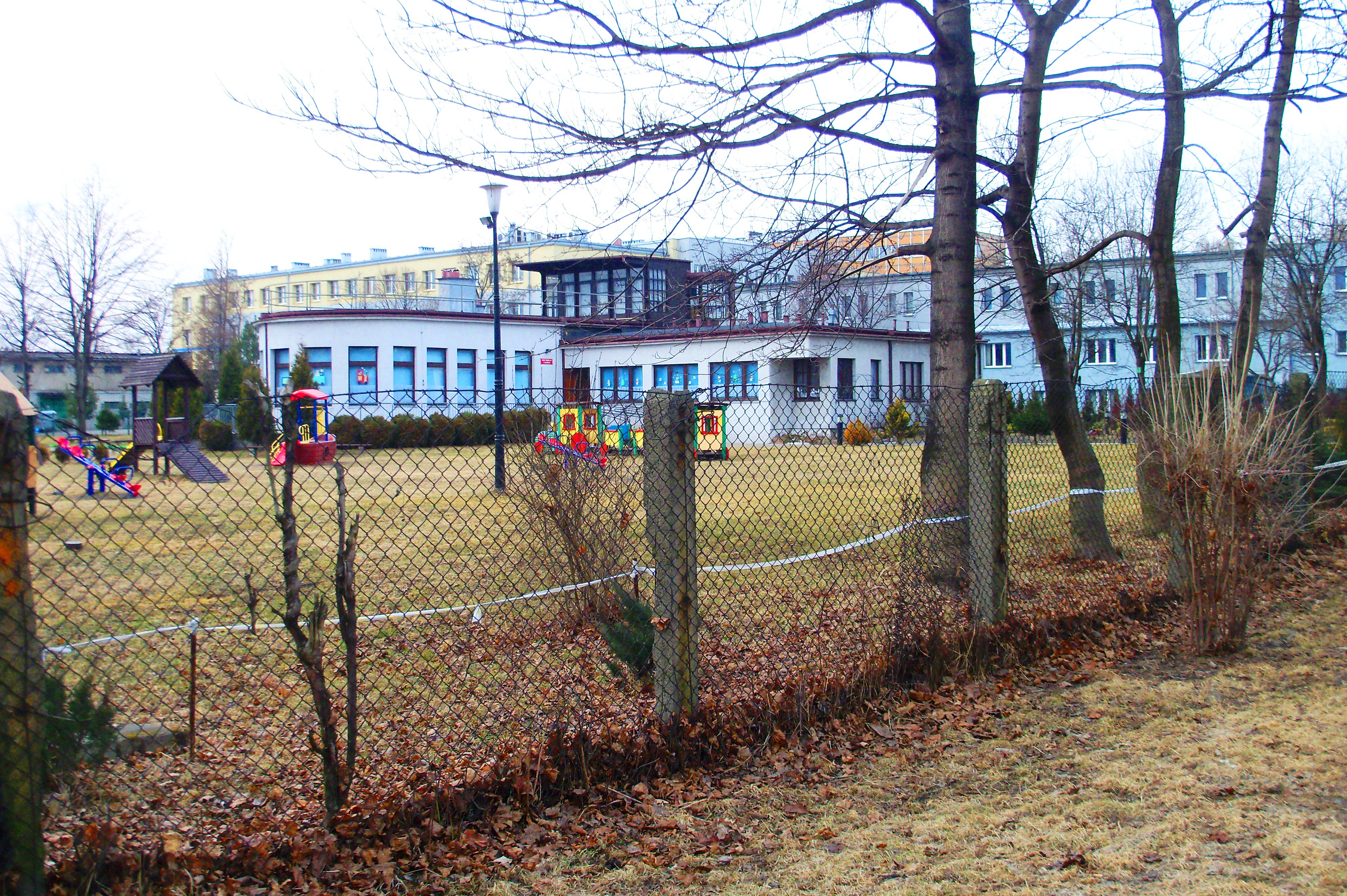
Miejskie Przedszkole nr 3

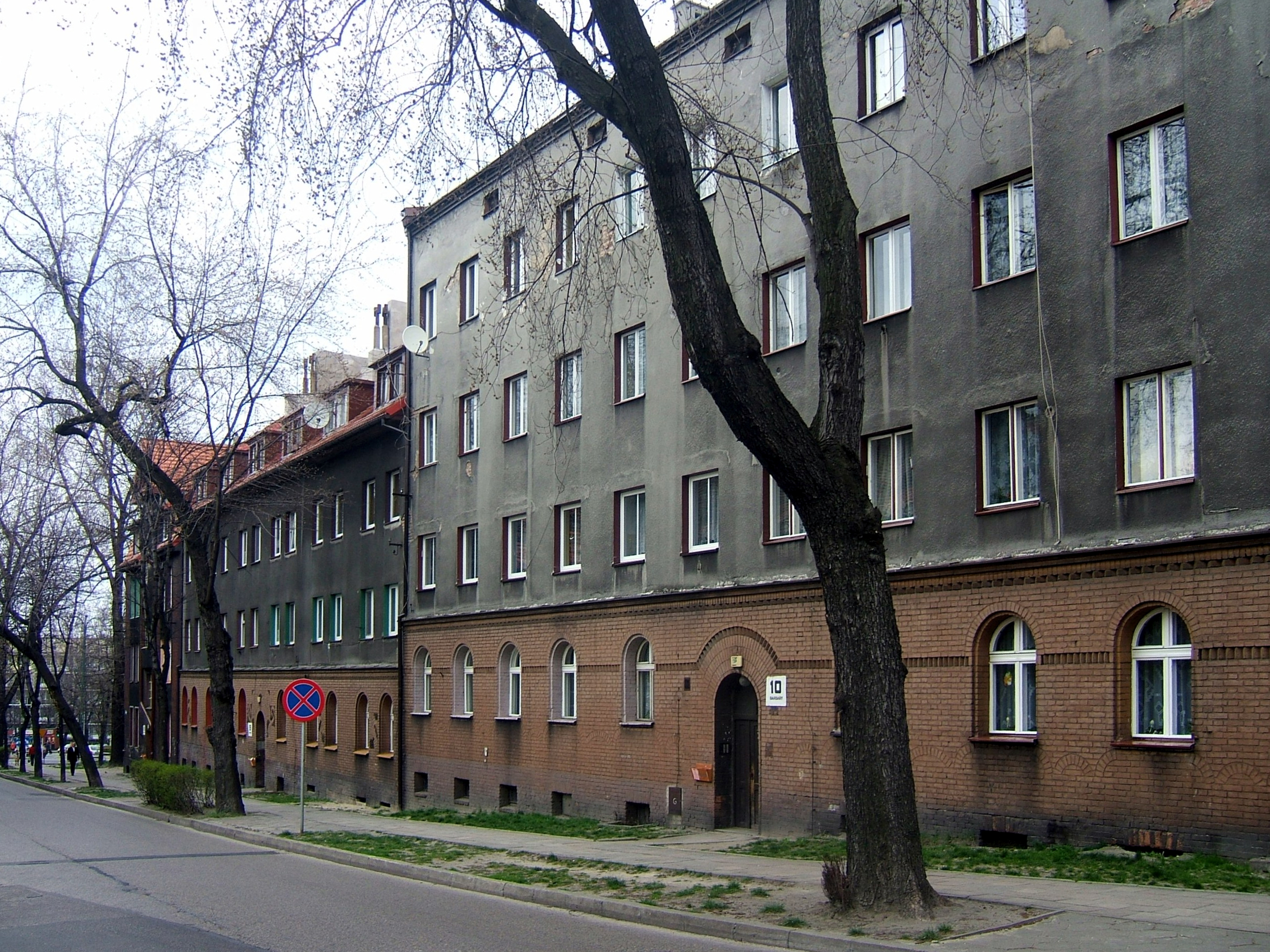
Późnomodernistyczny familok (ul. Barbary 10)

## Obiekty historyczne
Przy ulicy Barbary znajdują się następujące historyczne obiekty:
- zabytkowy budynek przedszkola (ul. Barbary 25); wpisany do rejestru zabytków dnia 29 kwietnia 1988 (nr rej.: A/1364/88, nr rej.: A/522/2019)[5][6], wzniesiony w 1938 w stylu funkcjonalizmu (typ architektury okrętowej) jako integralna część większego założenia dawnego Ogrodu Jordanowskiego[7]; na dachu pawilonu pierwotnie było zlokalizowane solarium na świeżym powietrzu[8].; w 2011 planowane jest zrekonstruowanie sceny do plenerowych występów na terenie dawnego ogrodu[9];
- narożna kamienica mieszkalna (ul. Barbary 1, ul. Mikołowska 44)[10], obecnie budynek jest siedzibą Gościńca Franz Josef;
- zespół familoków kopalni "Wujek" (ul. Barbary 4, 6, ul. J. Poniatowskiego 1, 3, 5, 7, 9, 11), wzniesiony na początku XX wieku w stylu historyzmu, secesji, modernizmu[10];
- kolonia urzędnicza huty „Baildon” (ul. Barbary 5, 7, 9), wzniesiona na początku XX wieku w stylu późnego modernizmu[10];
- późnomodernistyczny familok kopalni "Wujek" (ul. Barbary 8), wybudowany w pierwszej ćwierci XX wieku[10];
- późnomodernistyczny familok kopalni "Wujek" (ul. Barbary 10), wybudowany w pierwszej ćwierci XX wieku[10] według projektu Bruno Tauta;
- późnomodernistyczna kamienica (ul. Barbary 12), wzniesiona na początku XX wieku[10];
- budynek mieszkalny (ul. Barbary 16), wybudowany w stylu socrealistycznym[10].

## Opis
W latach osiemdziesiątych XX wieku przy ulicy wzniesiono osiedle mieszkaniowe, złożone z wysokościowców.
W latach 1997−1998 w rejonie ulic Barbary i Stanisława Fliegera wzniesiono zespół budynków mieszkalnych według projektu T. Czerwińskiego. Powierzchnia użytkowa wynosi 4015 m², a kubatura − 23 491 m³. Inwestorem była Spółdzielnica Mieszkaniowa "Górnik" Katowice. Architekci za ten projekt zdobyli nagrodę Prezydenta Miasta Katowic "Architektura Roku 2000" oraz nominację do nagrody "Życie w Architekturze" za najlepszy budynek mieszkalny zrealizowany w latach 1989−1999.
Przy ul. Barbary swoją siedzibę mają m.in.: drukarnia, firmy i przedsiębiorstwa handlowo-usługowe, biura nieruchomości, niepubliczne zakłady opieki zdrowotnej, Instytut Gospodarowania Odpadami, Instytut Nowoczesnych Technologii, Powiatowa Stacja Sanitarno-Epidemiologiczna (ul. Barbary 17), Miejskie Przedszkole nr 3, Stowarzyszenie Międzynarodowych Przewoźników Transportu Samochodowego, Towarzystwo Urbanistów Polskich − Zakład Planowania Przestrzennego, ZHP − Komenda Hufca Katowice im. Bohaterów Wieży Spadochronowej oraz Zarząd Transportu Metropolitalnego (ul. Barbary 21a).
Ulicą prowadzi Szlak Bohaterów Wieży Spadochronowej. Przy drodze wytyczono także ścieżki rowerowe.